# سالوبرال
بلدية سالوبرال (بالإسبانية: Salobral) هي بلدية تقع في مقاطعة آبلة التابعة لمنطقة قشتالة وليون وسط إسبانيا.

## الديموغرافيا
بلغ عدد سكان بلدية سالوبرال 127 نسمة عام 2011 (وفقاً للمعهد الوطني للإحصاء الإسباني).
| 132 | 129 | 130 | 117 | 118 | 122 | 127 |